# روزبیت کامینگ
روزبیت کامینگ (به لهستانی:  Rozbity Kamień) یک روستا در لهستان است که در گمینا بیلانه واقع شده‌است.